# Mišićevo
Mišićevo (cyr. Мишићево) – wieś w Serbii, w Wojwodinie, w okręgu północnobackim, w mieście Subotica. W 2011 roku liczyła 377 mieszkańców.